# Jenifer (Masters of Horror)
"Jenifer" és el quart episodi de la primera temporada de Masters of Horror. Es va emetre originalment a Amèrica del Nord el 18 de novembre de 2005. Va ser dirigit per Dario Argento i escrit i protagonitzat per Steven Weber. "Jenifer" està àmpliament adaptada d'una història de còmics en blanc i negre de 10 pàgines, escrita per Bruce Jones i il·lustrada per Bernie Wrightson, que va aparèixer originalment al número núm. 63 (juliol de 1974) del còmic d'antologia de terror Creepy.

## Argument
L'oficial de policia Frank Spivey (Steven Weber) està dinant al seu cotxe patrulla quan es troba amb un home boig amb un tallant que obliga a una jove (Carrie Fleming) a caure a terra. Quan Spivey intervé, l'home li diu a Spivey que "no sap què és", obligant a Spivey a disparar a l'home abans que ell la mati. Quan comença a consolar-la, primer s'adona que tot i que té un cos atractiu, la seva cara està horriblement desfigurada. Malgrat la seva repulsió inicial, quan ella s'abraça als seus braços, es veu atret afectuosament per ella.
A la comissaria, el seu company continua fent broma sobre tota la situació, intentant que s'oblidi del tiroteig i de la dona. Encara estranyament atret per ella, Spivey es disculpa del seu company. Aquella nit a casa seva, la seva dona Ruby (Brenda James) intenta consolar-lo després d'assabentar-se del tiroteig. Quan comencen a fer l'amor, ell segueix imaginant-se a la dona i intenta violar analment la seva dona, perdent-se en la seva fantasia de la dona abans que la seva dona finalment l'obligui.
L'endemà, després que una detectiu femenina interroga a la dona misteriosa, li diu a Spivey que probablement el nom de la noia és Jenifer, ja que estava en una nota a la butxaca de l'home, i que no parla i possiblement té una discapacitat intel·lectual. Spivey visita la Jenifer a l'hospital mental per comprovar-la. Un comandant masculí comenta que ha estat espantant el personal masculí. Quan Frank entra a la seva habitació, ella encara està a la dutxa i corre a abraçar-lo tot i estar completament nua. Frank la porta a casa seva perquè no troba cap altre lloc que l’aixopluguii. Aquella nit somia amb una Jenifer no desfigurada que el sedueix. Quan està despert, la troba dempeus a l'habitació. La dona de Frank i el seu fill Pete (Harris Allen) reaccionen a conèixer-la amb diferents graus de fàstic.
La dona de Frank emet un ultimàtum perquè la Jenifer se'n vagi o ella ho farà, així que surt a buscar un lloc per quedar-se una vegada més. Aquesta vegada, en comptes de mirar, és seduït per Jenifer al seu cotxe. Quan la porta a casa, ella espanta la dona i el fill de Frank, devora el seu gat i assassina i es menja la seva jove veïna Amy (Jasmine Chan). Frank finalment intenta contactar amb un firaire per segrestar-la i posar-la en el seu freak show. Quan Frank arriba a casa, troba la Jenifer coberta de sang i el cadàver del firaire a la seva nevera. Frank agafa la Jenifer i fuig a una cabana abandonada al bosc, on espera que l'amagui i que ella no faci mal a ningú per això. Frank aconsegueix feina en un petit mercat, i el control de Jenifer sobre ell comença a disminuir.
Un dia, Jenifer veu en Frank amb l'atractiva propietària de la botiga. Ella segueix el fill adolescent de la propietària de la botiga a una festa, l'atreu al bosc i l'asfixia fins a quedar inconscient. Mentre busca la Jenifer al celler de la cabana, en Frank la descobreix devorant els genitals del noi. Frank lliga els canells de la Jenifer amb una corda i l'arrossega pel bosc per matar-la. Just quan està a punt de colpejar-la, un caçador de cérvols dispara i mata en Frank. El caçador es mou per reconfortar la Jenifer i el cicle comença de nou.

## Repartiment
- Steven Weber com a Frank Spivey, un detectiu de policia la vida del qual es destrueix quan sucumbeix a Jenifer.
- Carrie Anne Fleming com a Jenifer, una dona semblant a una sirena que pot captar homes malgrat el seu aspecte horrible.
- Brenda James com a Ruby, l'esposa de Frank, que està disgustada per Jenifer
- Harris Allan com a Pete, el fill de Frank
- Beau Starr com el cap Charlie
- Laurie Brunetti com a Spacey
- Cynthia Garris com a Rose
- Jeffrey Ballard com el jove Jack (acreditat com a Jeff Ballard)

## Producció
Aquest episodi es va rodar a Vancouver i als seus voltants, Columbia Britànica, Canadà. Els efectes de gore i maquillatge van ser realitzats per KNB Effects i van ser rebuts positivament per crítics i fans. El llargmetratge del DVD "Howard Berger and the Make-Up of Jenifer" va detallar el procés pel qual va passar Carrie-Anne Fleming per transformar-la en la bèstia.
Aquest va ser l'únic episodi de la primera temporada que va requerir retallades, tot i que "Imprint" de Takashi Miike va ser completament rebutjat per a la televisió. Es van treure dues fotografies de la pel·lícula final, totes dues amb representacions gràfiques de sexe oral: la primera es va produir durant l'escena de sexe al cotxe entre Frank i Jenifer; el segon es va produir al final de la pel·lícula i en realitat va mostrar a Jenifer castrant —i després menjant— el penis del jove Jack. Les escenes suprimides apareixen al documental "So Hideous My Love" del DVD.

## Recepció
Jenifer va rebre crítiques diverses sobre el seu valor com a pel·lícula. Les crítiques favorables es van centrar en la capacitat d'Argento de barrejar l'erotisme i la repulsió amb el tractament sensual de les escenes de sexe, sovint comparant-ho amb altres pel·lícules seves com la seva versió de Il fantasma dell'Opera i Non ho sonno.

## Informació del DVD
Anchor Bay Entertainment va llançar tots els DVD Masters of Horror amb funcions addicionals massives per a cada episodi. El seu tractament dels DVD va ser molt ben rebut, guanyant un Premi Saturn a la "Millor sèrie de televisió llançada en DVD" el 2006. Les funcions addicionals per al llançament de DVD de Jenifer inclouen:
- Comentari de l'escriptor/actor Steven Weber i el productor de DVD Perry Martin
- So Hideous My Love: una entrevista amb Dario Argento
- Treballant amb un mestre: Dario Argento featurette
- Enrere de les escenes: The Making of Jenifer featurette
- Featurette de Howard Berger i The Make-Up of Jenifer
- Al plató: una entrevista amb Steven Weber
- Al plató: una entrevista amb Carrie Anne Fleming
- Remolcs
- Galeria de fotos
- Biografia de text de Dario Argento
- Guionatge (DVD-ROM)
- Salvapantalles (DVD-ROM)
- Targeta comercial col·leccionable

Com passa amb la major part de la primera temporada de Masters of Horror, Best Buy va tenir un llançament exclusiu que incloïa un article anomenat "Script to Screen".
Originalment es va empaquetar per separat, però els llançaments posteriors el van empaquetar amb "Haeckel's Tale" i després tota la primera temporada. Cada llançament de DVD ha inclòs totes les característiques que tenia el llançament inicial.